# Astragalus breviscapus
Astragalus breviscapus är en ärtväxtart som beskrevs av Boris Fedtjenko. Astragalus breviscapus ingår i släktet vedlar, och familjen ärtväxter. Inga underarter finns listade i Catalogue of Life.